# Puerto Montt
Puerto Montt ist eine Hafenstadt im Süden von Chile. Sie hat 249.106 Einwohner (Stand: 2024), eine Fläche von 1673 Quadratkilometern und ist das Verwaltungszentrum der Región de los Lagos und der Provinz Llanquihue. Hier leben 16,39 Prozent der Bevölkerung dieser Provinz.

## Geographie
Puerto Montt liegt etwa 1100 Kilometer südlich der Hauptstadt Santiago.
30 Kilometer östlich der Stadt liegt der Vulkan Calbuco mit 2003 Metern Höhe. Er ist einer der aktivsten Vulkane in Chile, die letzte Eruption fand 2015 statt.

## Geschichte
Westlich von Puerto Montt liegt der archäologische Fundort Monte Verde, der als eine der ältesten menschlichen Siedlungsspuren auf dem amerikanischen Kontinent gilt. Bereits vor 12.000–14.000 Jahren lebten Jäger und Sammler in der Region. Die Interpretation von 25.000–30.000 Jahre altem verkohltem Holz in der Fundstätte als ebenfalls menschlichen Ursprungs ist nicht allgemein anerkannt.
Anfang 1552 erreichten die spanischen Konquistadoren unter Pedro de Valdivia erstmals das südliche Extrem des chilenischen Zentraltals im Bereich des heutigen Puerto Montt. Die ausdauernde und heftige Gegenwehr der indigenen Bevölkerung, der von den Spaniern so genannten Araukaner, führte dazu, dass keine beständige Kolonisierung gelang. Nach dem Tod von Valdivia konnten die Araukaner die Spanier sogar erfolgreich zurückdrängen. Es ist überliefert, dass Anfang des 17. Jahrhunderts im heutigen Stadtgebiet von Puerto Montt eine Siedlung der Huilliche existierte, an der Mündung des Estero Cayenel in den Golf von Reloncaví, wo sich heute die Straße Lota befindet. Deren Kazike Cayenel soll 1603 den letzten vernichtenden Angriff auf die spanische Kolonie Osorno ausgeführt haben.

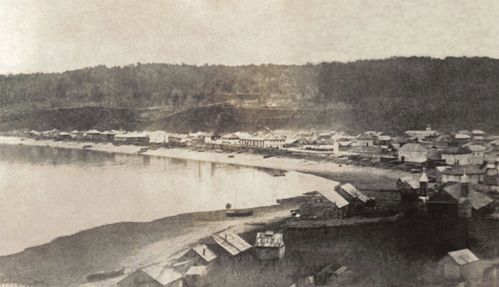
Hafen von Puerto Montt, wohl um 1862; aufgenommen auf einer Expedition des Geographen Hans Steffen

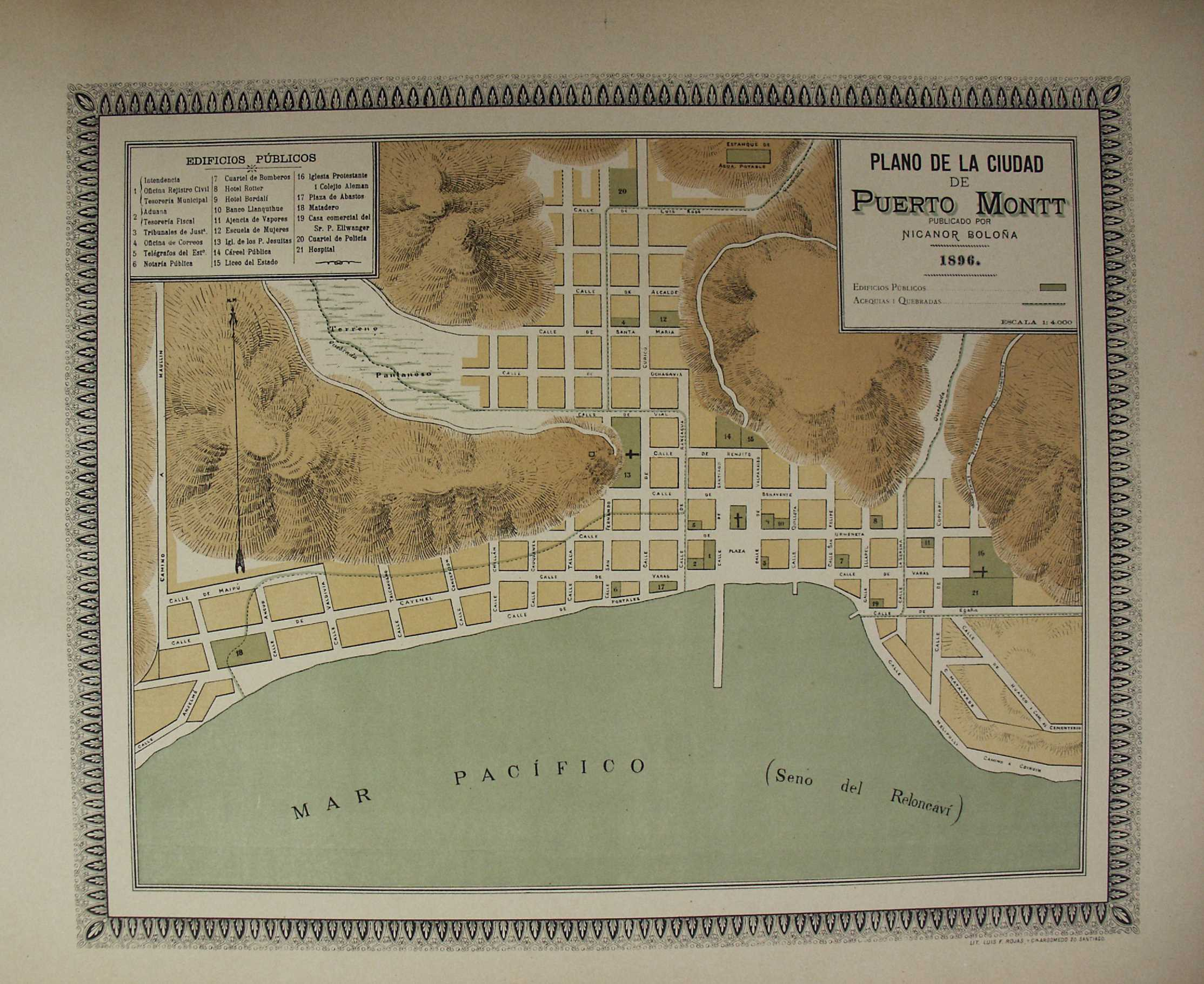
Puerto Montt 1896, Stadtplan

Aufgrund der von Präsident Manuel Montt und seinem Berater Bernhard Philippi ab dem europäischen Revolutionsjahr 1848 geförderten Einwanderung aus Deutschland, die zur territorialen Integration der Seenregion in den chilenischen Staat beitrug, wurden deutsche Kolonisten angesiedelt.
Am 12. Februar 1853 wurde von Vicente Pérez Rosales die Siedlung Melipulli gegründet, was in der Sprache der Mapuche etwa Vier Hügel bedeutet. Der Grundriss wurde in der für koloniale Gründungen typischen schachbrettartigen Form angelegt, sodass geradlinige Straßen von 20 m Breite quadratische Blöcke mit 50 m Seitenlänge umschlossen. Am 22. Oktober 1861 wurde die Siedlung zur Stadt erklärt und zu Ehren des Präsidenten Manuel Montt Torres in Puerto Montt (Montt-Hafen) umbenannt. Im Jahr 1885 hatte die Stadt 3480 Einwohner, darunter viele Deutsche, die eine eigene protestantische Kirche und Schule hatten. Auch in der Umgebung gab es mehrere deutsche Kolonien.
Das Bistum Puerto Montt wurde 1939 errichtet. Im Jahre 1963 wurde es zum Erzbistum Puerto Montt erhoben. Die 1892 geweihte Kirche Nuestra Señora del Carmen wurde mit der Errichtung des Bistums zur Kathedrale.
Am 22. Mai 1960 wurde die Stadt von einem schweren Erdbeben stark zerstört.

## Klima

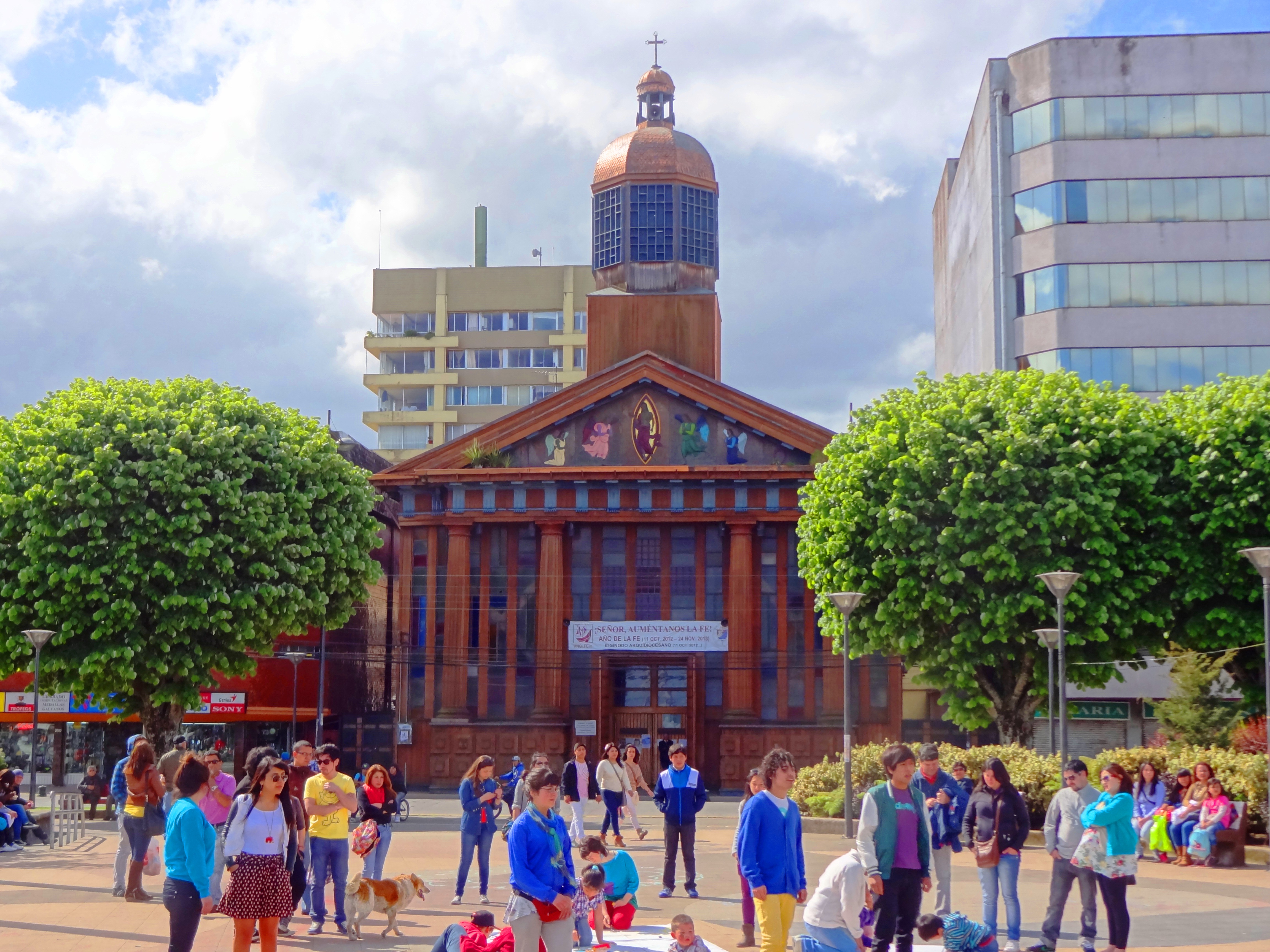
Kathedrale Puerto Montt

Die Temperaturen schwanken zwischen einer mittleren Temperatur von 6,6 °C im Juni und 14,5 °C im Januar. Die Region ist regenreich (Jahresniederschlagsmenge um 1700 mm), wobei der Südsommer trockener ist.
|                       | Jan  | Feb  | Mär   | Apr   | Mai   | Jun   | Jul   | Aug   | Sep   | Okt   | Nov   | Dez  |   |         |
| Mittl. Tagesmax. (°C) | 19,8 | 19,7 | 17,9  | 15,0  | 12,5  | 10,5  | 10,2  | 11,2  | 12,9  | 14,6  | 16,4  | 18,4 | ⌀ | 14,9    |
| Mittl. Tagesmin. (°C) | 9,3  | 9,0  | 8,2   | 6,6   | 5,6   | 4,3   | 3,5   | 3,7   | 4,2   | 5,6   | 6,9   | 8,5  | ⌀ | 6,3     |
|                       |      |      |       |       |       |       |       |       |       |       |       |      |   |         |
| Niederschlag (mm)     | 86,9 | 70,1 | 100,6 | 148,3 | 196,4 | 219,6 | 175,3 | 168,0 | 124,7 | 127,6 | 103,3 | 92,3 | Σ | 1.613,1 |
|                       |      |      |       |       |       |       |       |       |       |       |       |      |   |         |
| Sonnenstunden (h/d)   | 6,6  | 6,7  | 4,8   | 3,5   | 2,3   | 1,9   | 2,3   | 3,0   | 3,8   | 4,9   | 5,5   | 5,9  | ⌀ | 4,3     |
|                       |      |      |       |       |       |       |       |       |       |       |       |      |   |         |
| Regentage (d)         | 14   | 12   | 15    | 19    | 21    | 22    | 22    | 22    | 19    | 20    | 17    | 15   | Σ | 218     |
|                       |      |      |       |       |       |       |       |       |       |       |       |      |   |         |
| Wassertemperatur (°C) | 14   | 15   | 14    | 13    | 12    | 11    | 10    | 10    | 10    | 11    | 11    | 12   | ⌀ | 11,9    |
|                       |      |      |       |       |       |       |       |       |       |       |       |      |   |         |
| Luftfeuchtigkeit (%)  | 80   | 83   | 85    | 88    | 89    | 90    | 90    | 88    | 86    | 84    | 81    | 79   | ⌀ | 85,3    |

| 9,3 |

| 9,0 |

| 8,2 |

| 6,6 |

| 5,6 |

| 4,3 |

| 3,5 |

| 3,7 |

| 4,2 |

| 5,6 |

| 6,9 |

| 8,5 |

| 9,3 |

| 9,0 |

| 8,2 |

| 6,6 |

| 5,6 |

| 4,3 |

| 3,5 |

| 3,7 |

| 4,2 |

| 5,6 |

| 6,9 |

| 8,5 |

## Sehenswürdigkeiten
Vor allem die Seenregion um Puerto Montt ist sehenswert. Die Stadt selbst bietet einen kunsthandwerklichen Markt und Fischspezialitäten im Hafengebiet Angelmo. Puerto Montt ist Station und Ausgangspunkt diverser Kreuzfahrten (v. a. Patagonien und Chiloé) und auch bei Trekking-Freunden als Ausgangspunkt für Touren beliebt.
Vor Puerto Montt liegt die kleine Insel Tenglo. Nördlich der Stadt liegt der riesige Llanquihue-See, ein sehr beliebtes Ausflugsziel.

## Wirtschaft und Verkehr
Der Schwerpunkt des Wirtschaftslebens liegt im Handel und Verkehr, daneben spielen der Fischfang und die Fischverarbeitung sowie die Verschiffung von Holz aus den Urwäldern eine Rolle.
Der Flughafen El Tepual und Hafen der Stadt bilden den Ausgangspunkt für die Versorgung des chilenischen Südens (Patagonien); außerdem ist Puerto Montt der primäre Anlaufpunkt des Verkehrs von der Insel Chiloé. Faktisch endet der ausgebaute Teil der Panamericana in Puerto Montt. Richtung Süden führt die Fernstraße Carretera Austral.
Die deutsche Schörghuber Unternehmensgruppe betreibt über die Tochtergesellschaft Productos del Mar Ventisqueros S.A. ein Unternehmen für Lachszucht und -verarbeitung.

## Städtepartnerschaften
- Puerto Madryn, Argentinien
- San Carlos de Bariloche, Argentinien, seit 2000

## Söhne und Töchter der Stadt
- Luis Corvalán (1916–2010), ehemaliger Generalsekretär der Kommunistischen Partei Chiles
- Hardy Wistuba (1925–2010), Maler
- Raúl Ruiz (1941–2011), chilenisch-französischer Filmregisseur und Drehbuchautor
- Gert Weil (* 1960), Leichtathlet
- Luz Ebensperger (* 1964), chilenische Politikerin
- Patricio Almonacid (* 1979), Radrennfahrer
- Jorge Alvarado (* 1980), Fußballspieler